# Apogon kiensis
Apogon kiensis är en fiskart som beskrevs av Jordan och Snyder, 1901. Apogon kiensis ingår i släktet Apogon och familjen Apogonidae. Inga underarter finns listade i Catalogue of Life.